# South Park: Il bastone della verità
South Park: Il bastone della verità (South Park: The Stick of Truth) è un videogioco di ruolo sulla serie televisiva animata South Park sviluppato da Obsidian Entertainment e pubblicato dalla Ubisoft (dopo essersi aggiudicata i diritti della serie South Park nell'asta di THQ per bancarotta), in collaborazione con South Park Digital Studios. Il gioco è uscito il 4 marzo 2014 in America e il 6 marzo 2014 in Australia e in Europa, per PC, Xbox 360 e PlayStation 3. All'E3 del 2016 viene annunciato un sequel, South Park: Scontri Di-retti che verrà pubblicato a dicembre dello stesso anno.
Il gioco è uscito successivamente per Sony PlayStation 4 ed Xbox One nel Febbraio 2018, e per Switch nel Settembre del medesimo anno.
Così come accade nella serie televisiva, gli autori di South Park Trey Parker e Matt Stone hanno scritto la sceneggiatura di questo videogioco, supervisionato l'intero progetto e fornito le voci per i personaggi. I primi dettagli sul gioco sono stati rivelati ad inizio dicembre 2011 dalla rivista Game Informer. Il videogioco è a tutti gli effetti il seguito della trilogia di episodi Il venerdì nero, Le cronache del salsicciotto e La principessa dei draghi.

## Trama
Il giocatore impersona un bambino chiamato da tutti il "Novellino" (definito da Cartman il "Coglionazzo", Douchebag), ossia un nuovo arrivato nella cittadina fittizia di South Park, nelle Montagne Rocciose del Colorado. Il ragazzo, che all'apparenza sembra muto e che sicuramente ha avuto un passato terribile, viene costretto dai genitori a cercare nuovi amici a South Park. Il nuovo arrivato incontrerà Butters "Il Paladino", suo vicino di casa, che lo condurrà al KKK (Kastello di Koopa Keep), dove conoscerà quello che si autodefinisce il "Re Mago", ovvero Cartman, che lo costringerà a prendere parte ad un'assurda lotta tra umani ed elfi per ottenere il possesso del potente Bastone della Verità, un ramoscello che i bambini fingono abbia un potere senza limiti e che permetta di controllare l'universo. Dopo aver battuto gli elfi oscuri nella locanda delľ asino sornione (in realtà la casa di Jimmy Valmer, noto come "Il Bardo"), il Novellino durante la prima notte nella sua nuova casa viene rapito dagli alieni, per liberarsi dai quali deve combattere duramente. Ma l'UFO si schianta al suolo e da esso fuoriesce un misterioso liquame verde che rende gli uomini e gli animali (sia vivi che morti) degli zombie-nazisti che parlano tedesco. Come se non bastasse, il governo statunitense cerca di mettere tutto a tacere e invia sul posto un contingente armato di tutto punto agli ordini di un truce esponente del governo che cerca di insabbiare la verità.

## Modalità di gioco
South Park: Il bastone della verità è un videogioco di ruolo con prospettiva 2.5D in terza persona. Il giocatore controlla il Novellino che esplora la cittadina fittizia di South Park, Colorado. Personaggi importanti della serie — tra cui Cartman, Butters, Stan, e Kyle— si uniscono al gruppo del Novellino e lo accompagnano nelle sue avventure, aiutandolo a completare le quest, sebbene si possa viaggiare con un solo amico alla volta. Il gioco ha anche un sistema di viaggio rapido, con Timmy Burch che potrà trasportate velocemente il gruppo in 12 fermate di viaggio veloce. All'inizio del gioco si dovrà scegliere a quale classe appartenere fra le quattro disponibili: il guerriero, il ladro, il mago e l'ebreo. Ogni classe ha specifiche abilità e punti di forza: ad esempio, la classe ebreo è specializzata nel "Jew-jitsu" e in attacchi a lungo raggio (come la "fionda di Davide"), mentre il guerriero ha molta salute ed è un maestro negli attacchi corpo a corpo. Le armi e le armature non sono però limitati dalle classi (con la sola eccezione dell'equipaggiamento di base, che verrà potenziato con il procedere della main quest), permettendo per esempio ad un mago di specializzarsi negli attacchi fisici come un guerriero.
Il videogiocatore è incoraggiato ad esplorare il vasto mondo di gioco per collezionare tutti e 30 i Chinpokomon nascosti (una parodia dei Pokémon) e per farsi nuovi amici da aggiungere alla pagina Facebook del personaggio; stringere nuove amicizie permetterà al giocatore di sbloccare benefici e migliorare le statistiche del personaggio, facendo infliggere al Novellino più danni in battaglia e rendendolo più resistente. La pagina Facebook del personaggio funziona anche come menù di gioco, contenendo anche l'inventario e il diario delle missioni.

## Censura
Il videogioco è stato censurato dalla Ubisoft nella versione console distribuita in tutta la zona EMEA (Europa, Medio Oriente e Asia). Le parti censurate in questione sono sette, di cui due sono mini-giochi riguardanti la tematica dell'aborto, quattro riguardano scene in cui vengono utilizzate sonde anali ed una riguarda scene di sesso. Le scene censurate vengono comunque descritte in un'apposita schermata. Le censure del videogioco in Australia erano invece già state annunciate nel dicembre 2013. Il videogioco ha subito inoltre ulteriori censure in Germania riguardo alle svastiche presenti in un livello del gioco, la cui raffigurazione è vietata dalle leggi tedesche. Per tale motivo l'uscita del videogioco in Germania è stata rimandata.
Matt Stone, in un'intervista al quotidiano The Guardian, commentando le censure apportate in Europa e in Australia, ha affermato: «Ci si sente come con due pesi e due misure. Non volevamo cambiare i contenuti, ma neppure rovinare il gioco - parliamo di circa 40 secondi nell'arco di tutto il gioco. Fintanto che abbiamo potuto fare una battuta sul fatto che ce l'abbiano fatto tagliare, va bene».

## Accoglienza
| Testata                            | Versione | Giudizio |
| ---------------------------------- | -------- | -------- |
| Metacritic (media al 08-04-2024)   | PC       | 85/100   |
| Metacritic (media al 08-04-2024)   | PS3      | 85/100   |
| Metacritic (media al 08-04-2024)   | X360     | 82/100   |
| GameRankings (media al 09-12-2019) | PC       | 87%      |
| GameRankings (media al 09-12-2019) | PS3      | 85%      |
| GameRankings (media al 09-12-2019) | X360     | 84%      |
| GameRankings (media al 09-12-2019) | PS4      | 81%      |
| GameRankings (media al 09-12-2019) | NS       | 78%      |
| CVG                                | -        | 9/10     |
| Destructoid                        | PC       | 8/10     |
| Edge                               | -        | 8/10     |
| EGM                                | -        | 8,5/10   |
| GameSpot                           | X360, PC | 7/10     |
| GameZone                           | -        | 8/10     |
| IGN                                | -        | 9/10     |
| PSU.com                            | PS3, PS4 | 8/10     |

South Park: Il bastone della verità ha ricevuto recensioni positive da parte della critica. Il sito aggregatore di recensioni Metacritic assegna al titolo un punteggio di 85 su 100 basato su 48 recensioni per la versione Microsoft Windows, 85 su 100 in base a 31 recensioni per la versione per PlayStation 3 e 82/100 in base alle 33 recensioni per la versione Xbox 360.
Le recensioni aggregate del videogioco sul sito GameRankings hanno assegnato invece al videogioco un punteggio medio dell'87% (basato su 29 recensioni) per la versione PC, dell'84,94% (basato su 18 recensioni) per la versione per PS3. e dell'84,03% (basato su 32 recensioni) per la versione Xbox 360.